# Lista de episódios de The Life and Times of Juniper Lee
Essa é uma lista de episódios da série de desenho animado estadunidense The Life and Times of Juniper Lee (no Brasil, A Vida e Aventuras de Juniper Lee). Os nomes no campo "Título em Português" contemplam os nomes dados aos episódios, respectivamente, no Brasil e em Portugal e, também, a ordem na qual os mesmos foram exibidos no Brasil, por exemplo, não é a mesma nos Estados Unidos.

## 1.ª temporada (2005)
| #  | Título Original                                      | Título em Português                                                               |
| -- | ---------------------------------------------------- | --------------------------------------------------------------------------------- |
| 01 | It's Your Party and I'll Whine if I Want To          | br: A Festa de Jody / pt: A Festa é Sua e Eu Choro Se Eu Quiser                   |
| 02 | I've Got My Mind on My Mummy and My Mummy on My Mind | br: Estou com a Múmia na Cabeça / pt: A Grande Maldição                           |
| 03 | It Takes a Pillage                                   | br: A Pilhagem / pt: Tem Um Brincalhão Na Área                                    |
| 04 | New Trickster in Town                                | br: O Travesso Está na Cidade / pt: Essa Múmia Não Sai Da Minha Cabeça            |
| 05 | Not in My Backyard                                   | br: No Meu Quintal Não / pt: Não No Meu Quintal                                   |
| 06 | Enter Sandman                                        | br: O João Pestana / pt: O Terrível João Pestana                                  |
| 07 | Ding Dong the Witch Ain't Dead                       | br: A Bruxa Não Está Morta                                                        |
| 08 | I'll Get By with a Little Help from My Elf           | br: Eu vou conseguir com a ajuda do meu Elfo / pt: Eu Me Viro Com a Ajuda do Elfo |
| 09 | The World According to L.A.R.P                       | br: Representar Ação Ao Vivo / pt: O Mundo Segundo os Jogos de Ação               |
| 10 | Magic Takes a Holiday                                | br: A Magia Tira Férias / pt: Um Dia de Descanso Para a Magia                     |
| 11 | Take My Life, Please                                 | br: Fique com a Minha Vida / pt: A Substituta                                     |
| 12 | Meet the Parent                                      | br: Olha o Papai / pt: Os Conselhos de Papai                                      |
| 13 | Monster Con                                          | br: A Convergência dos Monstros / pt: O Congresso de Magia                        |

## 2.ª temporada (2005-2006)
| #  | Título Original                                                  | Título em Português                                                     |
| -- | ---------------------------------------------------------------- | ----------------------------------------------------------------------- |
| 14 | It's the Great Pumpkin, Juniper Lee                              | br: O Sufoco de Juniper                                                 |
| 15 | Oh Brother, What Art Thou?                                       | br: Ah, Meu Irmão, O Que Você Fez?                                      |
| 16 | The Great Escape                                                 | br: A Grande Fuga                                                       |
| 17 | Picture Day                                                      | br: O Dia da Foto                                                       |
| 18 | Star Quality                                                     | br: A Juniper virou Estrela / pt: Estrela de Qualidade                  |
| 19 | There's No Mitzvah Like Snow Mitzvah                             | br: O Bar Mitzvah                                                       |
| 20 | Bada Bing, Bada Boomfist                                         | br: Bom de Punho Vs. Malvadeza                                          |
| 21 | Adventures in Babysitting                                        | br: Os Poderes de Juniper Lee e Ray Ray                                 |
| 22 | June's Egg-cellent Adventure: Juniper Lee Meets the Easter Bunny | br: A Incrível Aventura de Juniper: Juniper Lee e o Coelhinho da Páscoa |
| 23 | I've Got You Under My Skin                                       | br: Dublês de Corpo                                                     |
| 24 | Welcome Bat Otter                                                | br: A Lontra-Morcego                                                    |
| 25 | Dog Show Afternoon                                               | br: Concurso de Cães                                                    |
| 26 | Dream Date                                                       | br: O Encontro dos Sonhos                                               |

## 3.ª Temporada (2006-2007)
| #  | Título Original              | Título em Português               |
| -- | ---------------------------- | --------------------------------- |
| 27 | Party Monsters               | br: A Festa dos Monstros          |
| 28 | Who's Your Daddy?            | br: Quem é o Seu Pai?             |
| 29 | Water We Fighting For?       | br: Chovendo no Molhado           |
| 30 | Feets Too Big                | br: Pés Grandes Demais            |
| 31 | Citizen June                 | br: Cidadã June                   |
| 32 | Make Me Up Before You Go-Go  | br: Me Maqueie Antes de Sair      |
| 33 | Out of the Past              | br: Direito do Passado            |
| 34 | Sealed With a Fist!          | br: Selado com um Punho!          |
| 35 | Little Big Mah               | br: Velha Mah Jovem               |
| 36 | Te Xuan Me?                  | br: Te Xuan Eu?                   |
| 37 | Food for Naught              | br: Comida de Monstro             |
| 38 | A Helping H.A.M.             | br: Humanos Anti-Magia            |
| 39 | The Kids Stay in the Picture | br: As Crianças Ficam Bem na Fita |
| 40 | Every Witch Way But Loose    | br: Deixando Correr Solto         |

## Episódios curtos
| Título Original            | Título em Português           |
| -------------------------- | ----------------------------- |
| Monsters in My Potion      | br: Um Monstro na Minha Poção |
| The Bus Stop               | No Ponto de Ônibus            |
| Just a Second              | Só um Segundo                 |
| Nice Weather               | Tempo Bom                     |
| Beach Blanket Monroe       | br: Monroe de Brinquedo       |
| Big Monster in My Backyard | Grande monstro em meu quintal |